# Gerrit Elhorst
Gerrit Elhorst (Enschede, 31 december 1865 - Enschede, 22 april 1935) was een bakker, politicus en bestuurder voor de Anti-Revolutionaire Partij uit Enschede.
Gerrit Elhorst was een zoon van de Enschedese bakker Jannes Elhorst en Gerritdina Gellekink. Na de MULO trad Gerrit in de voetsporen van zijn vader, en werd hij ook bakker en koopman in Enschede. Op 11 oktober 1880 trouwde Elhorst met Berendina Bannink. In 1895 trad hij toe tot de lokale politiek, en werd hij lid van de gemeenteraad van Enschede. In 1901 werd hij bij tussentijdse verkiezingen tot lid van de Provinciale Staten van Overijssel gekozen, maar nog voor hij zitting kon nemen werd hij alweer verslagen bij de periodieke verkiezingen. Twee jaar later wist hij weer gekozen te worden, en kon hij wel zitting nemen.
Van 1909 tot 1913 was hij namens de ARP lid van de Tweede Kamer der Staten-Generaal, waar hij vooral actief was bij de behandeling van de ontwerp-Bakkerswet van Syb Talma, en slechts enkele malen het woord voerde. In 1913 werd hij bij de verkiezingen verslagen door de sociaaldemocraat Willem Albarda.
Het jaar daarvoor, in 1912, was Elhorst al Wethouder van Onderwijs geworden van Enschede, en later zou ook hij ook Wethouder van Financiën en Voedselvoorziening worden - in totaal voor een periode van 11 jaar (tot 1923). Vanaf 1924 zou hij tien jaar lang gedeputeerde zijn van Overijssel, in welke periode hij ook zijn gemeenteraadszetel opgeeft. Na het eind van zijn periode als gedeputeerde zou hij nog terugkeren naar de gemeenteraad (na een fusie tussen Enschede en Lonneker), waar hij lid van zou blijven tot zijn overlijden.
Elhorst werd benoemd tot Ridder in de Orde van Oranje-Nassau (1923) en Ridder in de Orde van de Nederlandse Leeuw (1933).